# Plaine-du-Nord
Plaine-du-Nord (Haïtiaans-Creools: Plèn dinò) is een stad en gemeente in Haïti met 41.000 inwoners. De plaats ligt 10 km ten zuidwesten van de stad Cap-Haïtien. De gemeente maakt deel uit van het arrondissement Acul-du-Nord in het departement Nord.
Er wordt koffie, suikerriet, cacao, tabak en fruit verbouwd. Ook wordt er vee gehouden.

## Indeling
De gemeente bestaat uit de volgende sections communales:
| Nr. | Naam           | Km²   | Inw.2015 |
| --- | -------------- | ----- | -------- |
| 1   | Morne Rouge    | 44,53 | 14.468   |
| 2   | Basse Plaine   | 29,57 | 15.625   |
| 3   | Grand Boucan   | 20,51 | 9.823    |
| 4   | Bassin Diamant | 6,08  | 1.339    |